# Campionatul European de Handbal Masculin din 2008
Campionatul European de handbal masculin 2006 a fost a 8-a ediție organizată de IHF  și a avut loc în perioada 17 - 26 ianuarie 2008 în orașele  Bergen, Drammen, Lillehammer,  Stavanger și Trondheim din Norvegia. Danemarca a câștigat turneul, Croația locul al doilea și Franța locul al treilea.

## Runda de calificare
Meciurile de calificare au avut loc în 2007. În conformitate cu normele EHF, gazda (Norvegia) și primele șase națiuni din Campionatul European de 2006 (Franța, Croația, Spania, Danemarca, Germania, Rusia) s-au calificat în mod automat. Celelalte nouă meciuri au fost determinate după meciurile play-off, au avut loc în luna iunie; nouă echipe au fost însămânțate, după obținerea diplomei de la Campionatul din 2006, în timp ce adversarii lor s-au calificat prin faza grupelor preliminare.

## Locații
| Oraș        | Stadion               | Capacitate |
| ----------- | --------------------- | ---------- |
| Drammen     | Drammenshallen        | 4,000      |
| Stavanger   | Stavanger Idrettshall | 7,000      |
| Bergen      | Haukelandshallen      | 4,000      |
| Trondheim   | Trondheim Spektrum    | 4,000      |
| Lillehammer | Håkons Hall           | 10,500     |

## Runda Preliminară
Primele două trei din fiecare grupă se califică în grupa principală.
|  | Echipele calificate în grupele principale |
|  | Echipele eliminate din turneu             |

All times are Central European Time (UTC+1)

### Grupa A (Stavanger)
| Echipa   | M | V | E | Î | GD | GP | GDif | Puncte |
| -------- | - | - | - | - | -- | -- | ---- | ------ |
| Croația  | 3 | 3 | 0 | 0 | 91 | 77 | +14  | 6      |
| Polonia  | 3 | 2 | 0 | 1 | 93 | 89 | +4   | 4      |
| Slovenia | 3 | 1 | 0 | 2 | 85 | 94 | −9   | 2      |
| Cehia    | 3 | 0 | 0 | 3 | 88 | 97 | −9   | 0      |

| 17 ianuarie 2008 |         |          |       |
| Slovenia         | 34 – 32 | Cehia    | 18:15 |
| Croația          | 32 – 27 | Polonia  | 20:15 |
| 18 ianuarie 2008 |         |          |       |
| Cehia            | 26 – 30 | Croația  | 18:15 |
| Polonia          | 33 – 27 | Slovenia | 20:15 |
| 20 ianuarie 2008 |         |          |       |
| Polonia          | 33 – 30 | Cehia    | 15:15 |
| Croația          | 29 – 24 | Slovenia | 17:15 |

### Grupa B (Drammen)
| Echipa     | M | V | E | Î | GD | GP | GDif | Puncte |
| ---------- | - | - | - | - | -- | -- | ---- | ------ |
| Norvegia   | 3 | 3 | 0 | 0 | 86 | 69 | +17  | 6      |
| Danemarca  | 3 | 2 | 0 | 1 | 89 | 79 | +10  | 4      |
| Muntenegru | 3 | 0 | 1 | 2 | 71 | 84 | −13  | 1      |
| Rusia      | 3 | 0 | 1 | 2 | 74 | 88 | −14  | 1      |

| 17 ianuarie 2008 |         |            |       |
| Rusia            | 25–25   | Muntenegru | 17:00 |
| Danemarca        | 26 – 27 | Norvegia   | 19:15 |
| 18 ianuarie 2008 |         |            |       |
| Norvegia         | 32 – 21 | Rusia      | 18:15 |
| Muntenegru       | 24 – 32 | Danemarca  | 20:15 |
| 20 ianuarie 2008 |         |            |       |
| Danemarca        | 31 – 28 | Rusia      | 17:15 |
| Norvegia         | 27 – 22 | Muntenegru | 19:15 |

### Grupa C (Bergen)
| Echipa   | M | V | E | Î | GD | GP  | GDif | Puncte |
| -------- | - | - | - | - | -- | --- | ---- | ------ |
| Ungaria  | 3 | 2 | 0 | 1 | 90 | 82  | +8   | 4      |
| Spania   | 3 | 2 | 0 | 1 | 94 | 88  | +6   | 4      |
| Germania | 3 | 2 | 0 | 1 | 84 | 80  | +4   | 4      |
| Belarus  | 3 | 0 | 0 | 3 | 83 | 101 | −18  | 0      |

| 17 ianuarie 2008 |         |          |       |
| Germania         | 34 – 26 | Belarus  | 17:15 |
| Spania           | 28 – 35 | Ungaria  | 19:15 |
| 19 ianuarie 2008 |         |          |       |
| Ungaria          | 24 – 28 | Germania | 18:15 |
| Belarus          | 31 – 36 | Spania   | 20:15 |
| 20 ianuarie 2008 |         |          |       |
| Spania           | 30 – 22 | Germania | 16:30 |
| Ungaria          | 31 – 26 | Belarus  | 18:30 |

### Grupa D (Trondheim)
| Echipa   | M | V | E | Î | GD | GP  | GDif | Puncte |
| -------- | - | - | - | - | -- | --- | ---- | ------ |
| Franța   | 3 | 3 | 0 | 0 | 90 | 76  | +14  | 6      |
| Suedia   | 3 | 2 | 0 | 1 | 89 | 72  | +17  | 4      |
| Islanda  | 3 | 1 | 0 | 2 | 68 | 76  | −8   | 2      |
| Slovacia | 3 | 0 | 0 | 3 | 78 | 101 | −23  | 0      |

| 17 ianuarie 2008 |         |          |       |
| Franța           | 32 – 31 | Slovacia | 18:15 |
| Islanda          | 19 – 24 | Suedia   | 20:15 |
| 19 ianuarie 2008 |         |          |       |
| Slovacia         | 22 – 28 | Islanda  | 18:15 |
| Suedia           | 24 – 28 | Franța   | 20:15 |
| 20 ianuarie 2008 |         |          |       |
| Slovacia         | 25 – 41 | Suedia   | 16:15 |
| Franța           | 30 – 21 | Islanda  | 18:15 |

## Runda Principală
|  | Echipele care merg în semifinale  |
|  | Echipele care joacă pt. locul 5-6 |
|  | Echipele eliminate din turneu     |

### Group I (Stavanger)
| Echipa     | M | V | E | Î | GD  | GP  | GDif | Puncte |
| ---------- | - | - | - | - | --- | --- | ---- | ------ |
| Danemarca  | 5 | 4 | 0 | 1 | 152 | 120 | +32  | 8      |
| Croația    | 5 | 3 | 1 | 1 | 138 | 130 | +8   | 7      |
| Norvegia   | 5 | 2 | 2 | 1 | 130 | 128 | +2   | 6      |
| Polonia    | 5 | 2 | 1 | 2 | 149 | 142 | +7   | 5      |
| Slovenia   | 5 | 2 | 0 | 3 | 138 | 148 | −10  | 4      |
| Muntenegru | 5 | 0 | 0 | 5 | 124 | 163 | −39  | 0      |

| 22 ianuarie 2008 |         |            |       |
| Slovenia         | 31 – 29 | Muntenegru | 16:15 |
| Croația          | 20 – 30 | Danemarca  | 18:15 |
| Polonia          | 24–24   | Norvegia   | 20:15 |
| 23 ianuarie 2008 |         |            |       |
| Croația          | 34 – 26 | Muntenegru | 16:15 |
| Polonia          | 26 – 36 | Danemarca  | 18:15 |
| Slovenia         | 33 – 29 | Norvegia   | 20:15 |
| 24 ianuarie 2008 |         |            |       |
| Polonia          | 39 – 23 | Muntenegru | 16:15 |
| Slovenia         | 23 – 28 | Danemarca  | 18:15 |
| Croația          | 23–23   | Norvegia   | 20:15 |

### Grupa II (Trondheim)
| Echipa   | M | V | E | Î | GD  | GP  | GDif | Puncte |
| -------- | - | - | - | - | --- | --- | ---- | ------ |
| Franța   | 5 | 4 | 0 | 1 | 140 | 126 | +14  | 8      |
| Germania | 5 | 3 | 0 | 2 | 139 | 136 | +3   | 6      |
| Suedia   | 5 | 2 | 1 | 2 | 131 | 131 | 0    | 5      |
| Ungaria  | 5 | 2 | 1 | 2 | 145 | 147 | −2   | 5      |
| Spania   | 5 | 2 | 0 | 3 | 144 | 138 | +6   | 4      |
| Islanda  | 5 | 1 | 0 | 4 | 129 | 150 | −21  | 2      |

| 22 ianuarie 2008 |         |         |       |
| Germania         | 35 – 27 | Islanda | 16:20 |
| Spania           | 27 – 28 | Franța  | 18:30 |
| Ungaria          | 27–27   | Suedia  | 20:30 |
| 23 ianuarie 2008 |         |         |       |
| Spania           | 26 – 27 | Suedia  | 16:15 |
| Germania         | 23 – 26 | Franța  | 18:15 |
| Ungaria          | 28 – 36 | Islanda | 20:15 |
| 24 ianuarie 2008 |         |         |       |
| Spania           | 33 – 26 | Islanda | 15:20 |
| Ungaria          | 31 – 28 | Franța  | 17:20 |
| Germania         | 31 – 29 | Suedia  | 19:20 |

## Runda Finală
|  | Semifinal                         | Semifinal                         |    |                                   | Final                             | Final |  |
|  |                                   |                                   |    |                                   |                                   |       |  |
|  | 26 Ianuarie – 15:30 (Lillehammer) |                                   |    |                                   |                                   |       |  |
|  | Croația                           | 24                                |    |                                   |                                   |       |  |
|  | Franța                            | 23                                |    |                                   |                                   |       |  |
|  |                                   |                                   |    |                                   |                                   |       |  |
|  |                                   |                                   |    |                                   | 27 Ianuarie – 16:00 (Lillehammer) |       |  |
|  |                                   |                                   |    |                                   | Danemarca                         | 24    |  |
|  |                                   | Croația                           | 20 |                                   |                                   |       |  |
|  |                                   |                                   |    |                                   |                                   |       |  |
|  |                                   |                                   |    |                                   |                                   |       |  |
|  |                                   |                                   |    |                                   | Finala Mică                       |       |  |
|  | 26 Ianuarie – 18:00 (Lillehammer) | 26 Ianuarie – 18:00 (Lillehammer) |    | 27 Ianuarie – 13:30 (Lillehammer) | 27 Ianuarie – 13:30 (Lillehammer) |       |  |
|  | Danemarca                         | 26                                |    | Germania                          | 26                                |       |  |
|  | Germania                          | 25                                |    |                                   | Franța                            | 36    |  |

| Campionatul European de Handbal Masculin 2008 Danemarca Primul Titlu |

## Locul 5 - 6
| 26 Ianuarie 13:00 | Norvegia                      | 34–36 (Prel.) | Suedia              | Håkons Hall, Lillehammer Asistență: 5,840 Arbitri: Lemme, Ullrich |
| 26 Ianuarie 13:00 | Strand 10                     | (13–15)       | Boquist, Källmann 7 | Håkons Hall, Lillehammer Asistență: 5,840 Arbitri: Lemme, Ullrich |
| 26 Ianuarie 13:00 | 3×                            | Report        | 4× 3×               | Håkons Hall, Lillehammer Asistență: 5,840 Arbitri: Lemme, Ullrich |
| 26 Ianuarie 13:00 | FT: 26–26 Prel.: 30–30, 34–36 |               |                     | Håkons Hall, Lillehammer Asistență: 5,840 Arbitri: Lemme, Ullrich |

### Semifinala
| 26 Ianuarie 15:30 | Croația    | 24–23  | Franța            | Håkons Hall, Lillehammer Asistență: 6,012 Arbitri: Baum, Góralczyk |
| 26 Ianuarie 15:30 | Metličić 6 | (11–9) | Abalo, Narcisse 7 | Håkons Hall, Lillehammer Asistență: 6,012 Arbitri: Baum, Góralczyk |
| 26 Ianuarie 15:30 | 1× 4×      | Report | 2× 4×             | Håkons Hall, Lillehammer Asistență: 6,012 Arbitri: Baum, Góralczyk |

| 26 Ianuarie 18:00 | Danemarca      | 26–25   | Germania   | Håkons Hall, Lillehammer Asistență: 6,012 Arbitri: Poladenko, Chernega |
| 26 Ianuarie 18:00 | Christiansen 6 | (10–13) | Kehrmann 6 | Håkons Hall, Lillehammer Asistență: 6,012 Arbitri: Poladenko, Chernega |
| 26 Ianuarie 18:00 | 2× 3×          | Report  | 4× 3×      | Håkons Hall, Lillehammer Asistență: 6,012 Arbitri: Poladenko, Chernega |

### Finala Mică
| 27 Ianuarie 13:30 | Germania | 26–36  | Franța    | Håkons Hall, Lillehammer Asistență: 7,940 Arbitri: Vakula, Liudovyk |
| 27 Ianuarie 13:30 | Jansen 7 | (9–18) | Girault 8 | Håkons Hall, Lillehammer Asistență: 7,940 Arbitri: Vakula, Liudovyk |
| 27 Ianuarie 13:30 | 4× 3×    | Report | 3×        | Håkons Hall, Lillehammer Asistență: 7,940 Arbitri: Vakula, Liudovyk |

### Finala
| 27 Ianuarie 17:30 | Danemarca              | 24–20   | Croația    | Håkons Hall, Lillehammer Asistență: 9,052 Arbitri: Breto, Huelin |
| 27 Ianuarie 17:30 | Boesen, Christiansen 7 | (13–10) | Metličić 5 | Håkons Hall, Lillehammer Asistență: 9,052 Arbitri: Breto, Huelin |
| 27 Ianuarie 17:30 | 5× 2×                  | Report  | 6× 4× 1×   | Håkons Hall, Lillehammer Asistență: 9,052 Arbitri: Breto, Huelin |

## Clasament și Statistici
|    | Danemarca  |
|    | Croația    |
|    | Franța     |
| 4  | Germania   |
| 5  | Suedia     |
| 6  | Norvegia   |
| 7  | Polonia    |
| 8  | Ungaria    |
| 9  | Spania     |
| 10 | Slovenia   |
| 11 | Islanda    |
| 12 | Muntenegru |
| 13 | Cehia      |
| 14 | Rusia      |
| 15 | Belarus    |
| 16 | Slovacia   |

### Alte premii
- Cel mai bun jucător:  Nikola Karabatić (FRA)
- Cel mai bun jucător de Apărare:  Igor Vori (CRO)
- Cei mai buni marcatori: 44 goals
 Lars Christiansen (DEN)
 Ivano Balić (CRO)
 Nikola Karabatić (FRA)